# Муважинське сільське поселення
Муважи́нське сільське поселення — колишнє муніципальне утворення в складі Алнаського району Удмуртії, Росія. Адміністративний центр — присілок Муважі.

## Історія
26 жовтня 2004 року зі складу Кузебаєвської сільської ради була виділена Муважинська сільська рада, яка в подальшому утворила Муважинське сільське поселення.
Розформоване 9 травня 2021 року законом Удмуртської Республіки за 23 квітня 2021 року № 27-РЗ через переформування муніципального району на муніципальний округ.

## Населення
Населення — 615 осіб (2018; 653 у 2015; 686 в 2012, 728 в 2010, 911 у 2002).

## Склад
До складу поселення входять такі населені пункти:
| Населений пункт            | Населення, осіб (2002) | Населення, осіб (2010) | Населення, осіб (2012) |
| -------------------------- | ---------------------- | ---------------------- | ---------------------- |
| Благодать, присілок        | 13                     | 18                     | 17                     |
| Муважі, присілок           | 429                    | 382                    | 352                    |
| Петропавловський, присілок | 17                     | 4                      | 4                      |
| Чорний Ключ, присілок      | 274                    | 145                    | 137                    |
| Чумалі, присілок           | 178                    | 179                    | 176                    |

## Господарство
В поселенні діють школа та садочок (Муважі), бібліотека, 2 клуби, 2 фельдшерсько-акушерських пункти.